# Malmö Motorstadion
Malmö Motorstadion – stadion żużlowy w Malmö, w Szwecji. Został otwarty w 1974 roku. Użytkowany jest przez żużlowców klubu Gnistorna. Długość toru żużlowego na stadionie wynosi 347 m.
Stadion został otwarty w 1974 roku. Od 1976 roku jest użytkowany przez reaktywowany wówczas zespół żużlowy Gnistorna. W 1978 roku oddano do użytku tor do miniżużla, który powstał w przestrzeni wewnątrz głównego toru. W 1996 roku dokonano rekonfiguracji toru.
Tor żużlowy ma długość 347 m. Wewnątrz toru mieści się także mniejszy tor do miniżużla o długości 170 m. Obiekt wyposażony jest w sztuczne oświetlenie osadzone na 15 słupach ustawionych wokół toru. Tor otaczają wysokie wały ziemne, które w większości porośnięte są trawą, jedynie na ich fragmentach wzdłuż prostych znajdują się trybuny dla widzów. Jest to jedyny typowo żużlowy stadion w Skanii.